# District du Champaran occidental
Le district du Champaran occidental ou district du Pashchim Champaran (hindi : पश्चिमी चंपारण ज़िला) est un district de l'état du Bihar en Inde.

## Géographie
Sa population compte 3 935 042 habitants (en 2011) pour une superficie de 5 228 km2.
Son chef-lieu est la ville de Bettiah.